# ألعاب الكومبيوتر (مجلة)
ألعاب الكومبيوتر هي مجلة سعودية متوقفة عن النشر متخصصة في مجال ألعاب الفيديو والترفيه كانت تصدر عن الشبكة العربية للنشر والتوزيع.

## محتويات المجلة
- الحل الشامل
- تجربة لعبة (في بعض الاعداد تحتوي المجلة على ديمو لتجربة أحد الالعاب)